# Попов Олег Сергійович
Олег Сергійович Попов — старший солдат Збройних сил України, учасник російсько-української війни, що відзначився під час російського вторгнення в Україну в 2022 році.

## Життєпис
Олег Попов брав участь в АТО на сході України в складі 36-тої окремої бригади морської піхоти (в/ч А2802) ВМСУ на посаді начальника сховища. З початком повномасштабного російського вторгнення в Україну був мобілізований та перебував на передовій. У квітні 2022 року потрапив у полон в Маріуполі.

## Нагороди
- орден «За мужність» III ступеня (2022) — за особисту мужність і самовіддані дії, виявлені у захисті державного суверенітету та територіальної цілісності України, вірність військовій присязі[1].